# Lyndon (Kansas)
Lyndon è un comune degli Stati Uniti d'America, situato nello Stato del Kansas, nella contea di Osage.